# Ligia perkinsi
Ligia perkinsi is een pissebed uit de familie Ligiidae. De wetenschappelijke naam van de soort is voor het eerst geldig gepubliceerd in 1900 door Dollfus.